# Indian Premier League
Indian Premier League (IPL) este o ligă de cricket profesionistă, disputată de zece echipe din zece orașe indiene. Liga a fost fondată de Board of Control for Cricket in India (BCCI) în 2007. De obicei, are loc între martie și mai a fiecărui an și are o fereastră exclusivă în programul ICC Future Tours.
IPL este cea mai frecventată ligă de cricket din lume și, în 2014, s-a clasat pe locul șase după participarea medie dintre toate ligile sportive.  În 2010, IPL a devenit primul eveniment sportiv din lume care a fost transmis în direct pe YouTube. Valoarea mărcii IPL în 2019 a fost US$ 6.3 billion, conform lui Duff &amp; Phelps .  Potrivit BCCI, sezonul IPL 2015 a contribuit cu US$ 150 milioane la PIB -ul economiei indiene .  Sezonul IPL 2020 a stabilit un record masiv de spectatori, cu 31,57 milioane de afișări medii și cu o creștere generală a consumului de 23% față de sezonul 2019.
Au fost șaptesprezece sezoane ale turneului IPL. Actualii deținători ai titlului IPL sunt Kolkata Knight Riders, câștigând sezonul 2024.